# Clan Kimotsuki
Il clan Kimotsuki (肝付氏?, Kimotsuki-shi) fu un clan di samurai del Giappone medievale della provincia di Ōsumi.
Il clan Kimotsuki rivendicò la discendenza dai funzionari Dazaifu del Kyūshū e divenne una famiglia dominante nella provincia di Ōsumi nel periodo Heian e medievale. Nel periodo Nanboku-chō combatterono per la Corte del Sud contro il clan Shimazu nella parte sud dell'isola.
I Kimotsuki estesero il loro controllo sulla penisola di Ōsumi dall loro base nel castello di Takayama (in quella che è oggi la città di Kimotsuki, prefettura di Kagoshima) e si impegnarono attivamente nel commercio marittimo. La figlia di Kimotsuki Kaneoki sposò Shimazu Takahisa e suo figlio Kimotsuki Kanetsugu sposò O-Minami, una figlia di Shimazu Tadayoshi. Tuttavia, nonostante queste interconnessioni tra i clan, i due si scontrarono l'uno all'altro, poiché l'espansione di Kimotsuki nelle province di Ōsumi e Hyūga iniziò a minacciare il territorio degli Shimazu nella provincia di Satsuma. Il figlio di Kanetsugu, Kimotsuki Yoshikane, sposò una donna importante del clan Itō, e si oppose agli Shimazu, morendo tuttavia di malattia nel 1571. Suo fratello minore, Kimotsuki Kanesuke, divenne capo del clan e continuò a combattere gli Shimazu, ma fu esiliato a Hyūga provincia da sua madre, Shimazu O-Minami.
Un ramo degli Kimotsuki fu sottomessa dagli Shimazu nel 1574, seguita dal ramo principale nel 1580. Nel periodo Edo i Kimotsuki ricevettero il feudo di Kiire.

## Membri importanti del clan
- Kimotsuki Kanehiro (肝付 兼演?; 1498 - 1552) leader di un ramo delle varie famiglie Kimotsuki, Kanehiro divenne signore del castello di Kajiki con l'aiuto di Shimazu Tadayoshi mentre gli altri Kimotsuki si combattevano. Divenne servitore di Tadayoshi.

- Kimotsuki Kanetsugu (肝付 兼続?; 1511 - 1566) figlio di Kaneoki, fu daimyō di Ōsumi e signore del castello di Takayama. Sotto la sua guida il clan raggiunse l'apice di espansione.

- Kimotsuki Yoshikane (肝付 良兼?; 1535 - 1571) figlio ed erede di Kanetsugu. Si alleò agli Itō e si scontrò con Shimazu Tadachika.

- Kimotsuki Kanesuke (肝付 兼亮?; 1558 - 1634) figlio di Kanetsugu, divenne leader del clan dopo la morte di Yoshikane. Si alleò agli Itō contro gli Shimazu.

- Kimotsuki Kanemori (肝付 兼護?; 1561 - 1600) daimyō di Ōsumi, signore del castello di Takayama e figlio di Kanetsugu. Divenne leader del clan quando suo fratello Kanesuke si trovava in esilio. Morì nella battaglia di Sekigahara.

- Kimotsuki Kaneatsu (肝付 兼篤?; 1562 - 1609)

- Kimotsuki Kanetake (肝付 兼武?; 1601 - 1635) servitore Shimazu e figlio di Kaneatsu. Succedette al padre dopo la sua morte diventando il secondo capo del ramo Kiirechō-Kimotsuki. Cercò di partecipare all'assedio di Osaka ma non arrivò in tempo.